# Авімелех
Авімелех (івр. אבימלך; лат. Abimelech) — філістимлянський правитель міста Герар, сучасник Авраама (26:1). Згідно із рядом коментаторів, термін «Авімелех» не є ім'ям, а швидше збірною назвою правителя, як наприклад, фараон.
В Торі Авімелех фігурує в трьох епізодах описаних у книзі Буття в главах 20, 21 та 26.

## Біблійний сюжет
Після знищення Богом Содома та Гоморри Авраам переселився з діброви Мамре (Хеврону нагір'я) в Герар (імовірно, східний Негев), де царював Авімелех. Побоюючись за свою життя Авраам оголосив, що Сара є його сестрою. Вражений красою Сари (якої на той час було близько 90 років) Авімелех взяв її в свій гарем, але не встиг до неї доторкнутися. Бог з'явився вночі Авімелеха та наказав йому повернути Сарру Аврааму під загрозою загибелі всього його будинку. Авімелех негайно повернув Сарру Аврааму.

## Датування подій
Згідно з біблійною хронологією, Сарра була взята в будинок Авімелеха в 2047 році від створення світу (ок. 1713 року д.н.е).